# John Philip Abizaid
John Philip Abizaid, ameriški general, * 1. april 1951, Coleville, Kalifornija.
Do danes ostaja najvišje rangirani arabski Američan v zgodovini Kopenske vojske ZDA.
Med 16. junijem 2019 in 20. januarjem 2021 je bil veleposlanik Združenih držav Amerike v Saudovi Arabiji.